# Трієстська ліра
Трієстська ліра (словен. і хорв. Lira Trst, серб. Лира Трст, італ. Lira triestina), також відома як "юголіра" — валюта, введена главою югославської військової адміністрації в Юлійській Країні полковником Володимиром Ленацем.
Незважаючи на назву, валюта не мала відношення до міста Трієста. Спочатку вона мала обіг на окупованій югославською армією території Італії, а після того, як Італія 16 вересня 1947 ратифікувала Паризький мирний договір - тільки в Зоні B Вільної території Трієст.
Несподіване запровадження цієї валюти та насильницький обмін італійських лір на трієстські за курсом 1:1 викликало паніку серед місцевого населення та призвело до хвилювань, пригнічених югославськими військами. Замінена на югославський динар у співвідношенні: 10 лір = 1 динар.